# Malacoraja kreffti
Malacoraja kreffti es una especie de pez de la familia de los Rajidae en el orden de los Rajiformes.

## Morfología
Los machos pueden llegar a alcanzar los 70 cm de longitud total

## Reproducción
Es ovíparo y las hembras ponen huevos envueltos en una cápsula córnea.

## Hábitat
Es un pez de mar y de aguas profundas que vive hasta los 1.200 m de profundidad.

## Distribución geográfica
Se encuentra en el Océano Atlántico: las Islas Feroe y Islandia.

## Costumbres
Es bentónico.

## Observaciones
Es inofensivo para los humanos.